# Wing (Rutland)
Pour les articles homonymes, voir Wing.
Wing est un village et une paroisse civile situées dans le Rutland, en Angleterre.